# Liste der Monuments historiques in Brem-sur-Mer
Die Liste der Monuments historiques in Brem-sur-Mer führt die Monuments historiques in der französischen Gemeinde Brem-sur-Mer auf.

## Liste der Bauwerke
| Bezeichnung           | Beschreibung              | Standort | Kennzeichnung | Schutzstatus | Datum | Bild           |
| --------------------- | ------------------------- | -------- | ------------- | ------------ | ----- | -------------- |
| Kirche St-Nicolas     | Erbaut im 12. Jahrhundert | (Lage)   | PA00110057    | Classé       | 1956  | weitere Bilder |
| Menhir de la Crulière | Neolithikum               | (Lage)   | PA00110058    | Classé       | 1934  | weitere Bilder |

## Liste der Objekte
- Monuments historiques (Objekte) in Brem-sur-Mer in der Base Palissy des französischen Kultusministeriums